# Cosmina upembae
Cosmina upembae är en tvåvingeart som beskrevs av Zumpt 1967. Cosmina upembae ingår i släktet Cosmina och familjen Rhiniidae. Inga underarter finns listade i Catalogue of Life.